# Schulwesen in Brandenburg
|                                      | Dieser Artikel wurde im Portal Schule zur Verbesserung eingetragen. Hilf mit, ihn zu bearbeiten, und beteilige dich an der Diskussion! |
| Vorlage:Portalhinweis/Wartung/Schule | |

## Allgemeinbildende Schulen
Es gibt zurzeit (Schuljahr 2022/2023) 930 Schulen (ohne Hochschulen) in Brandenburg, welche von 392.373 Schülern besucht werden, die von 25.410 Lehrkräften unterrichtet werden.
Brandenburg hatte wie alle östlichen Bundesländer in den letzten Jahren mit einem gravierenden Schülerrückgang zu kämpfen. Da die letzten geburtenstarken Jahrgänge die allgemeinbildenden Schulen mittlerweile verlassen haben, kommt es nun wieder zu einer Normalisierung.
Für alle Schulformen gilt, dass für das Arbeits- und Sozialverhalten von der zweiten bis zur zehnten Klasse Kopfnoten vergeben werden. In allen Schulen des Landes Brandenburg besteht ein generelles Rauchverbot. Zur Kontrolle der Unterrichtsqualität, werden regelmäßig Visitationsteams in die Schulen geschickt. Für die Sekundarbereiche I und II gilt, dass die Prüfungsaufgaben für die meisten Fächer zentral gestellt werden.

### Grundschulen

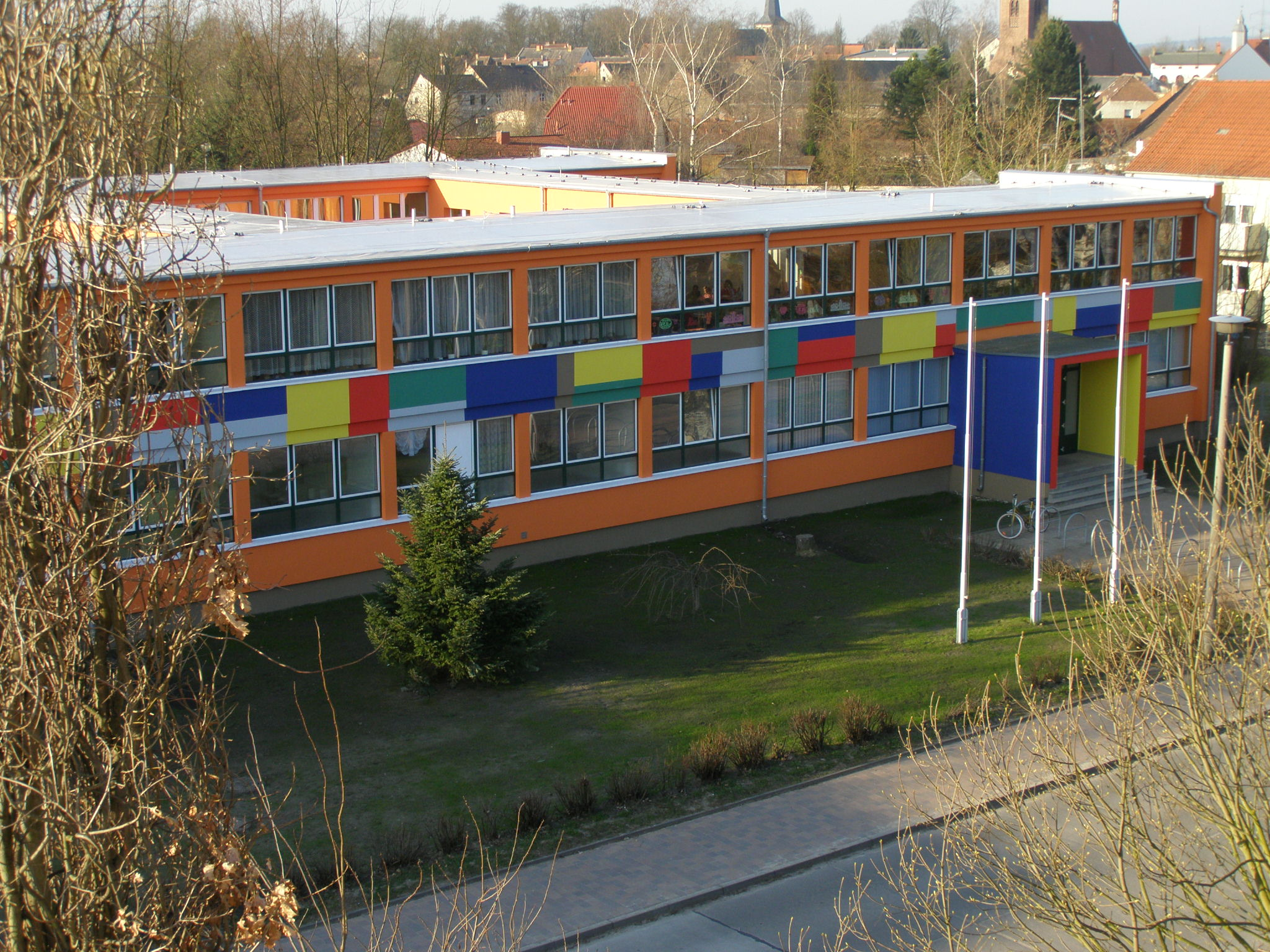
Europaschule
Ketzin

Die Schulpflicht beginnt in Brandenburg für Kinder, die am 30. September das sechste Lebensjahr vollendet haben oder vollenden werden, jeweils am 1. August desselben Jahres. Brandenburger Schüler besuchen (ebenso wie in Berlin) die Grundschule von der ersten bis zur sechsten Klasse. Für begabte Kinder gibt es die Möglichkeit, bereits mit der fünften Klasse in ein grundständiges Gymnasium überzuwechseln. In den Klassenstufen 1 und 2 erfolgt anstelle einer Notenvergabe eine schriftliche Informationen zur Lernentwicklung, auf Beschluss der Schulkonferenz können allerdings bereits ab der 2. Klasse Noten vergeben werden. Das Erlernen einer Fremdsprache beginnt regulär in der dritten Klasse. Am Ende der sechsten Klasse wird ein Grundschulgutachten erstellt.

### Oberschulen

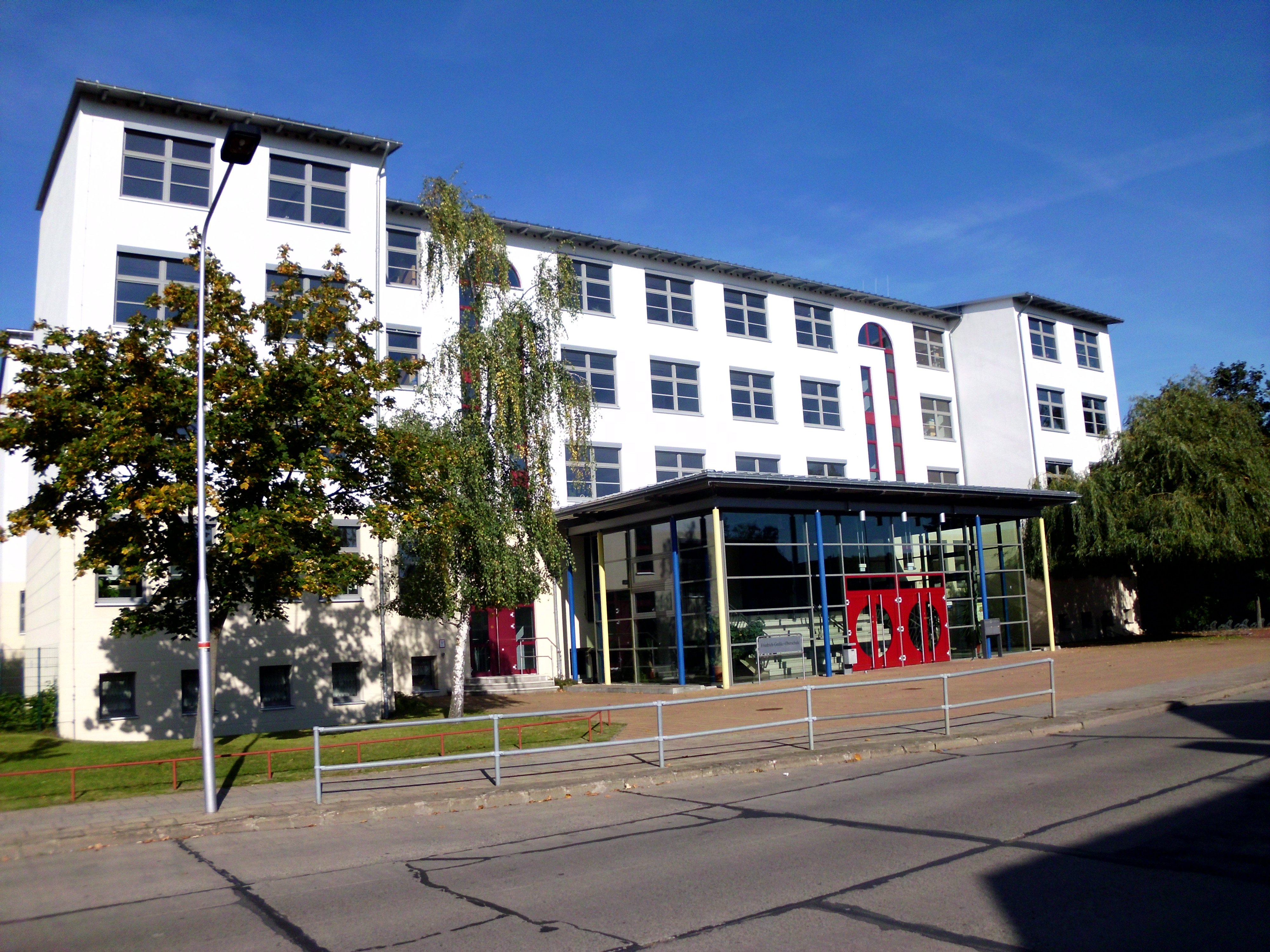
Oberschule
Perleberg

Die Oberschule ist die Nachfolgerin der Realschule sowie aller Gesamtschulen ohne gymnasiale Oberstufe. Der Unterricht erfolgt im Klassenverband. Am Ende der zehnten Klasse ist eine zentrale Abschlussprüfung abzulegen. Je nach Notendurchschnitt erhält man die Erweiterte Berufsbildungsreife (Erweiterter Hauptschulabschluss), die Fachoberschulreife (Realschulabschluss) oder die Fachoberschulreife mit der Berechtigung zum Besuch der gymnasialen Oberstufe. Letztere ermöglicht es, regulär an einem Oberstufenzentrum sowie als Quereinstieg an einem Gymnasium oder einer Gesamtschule mit gymnasialer Oberstufe das Abitur zu erlangen.

### Gymnasien

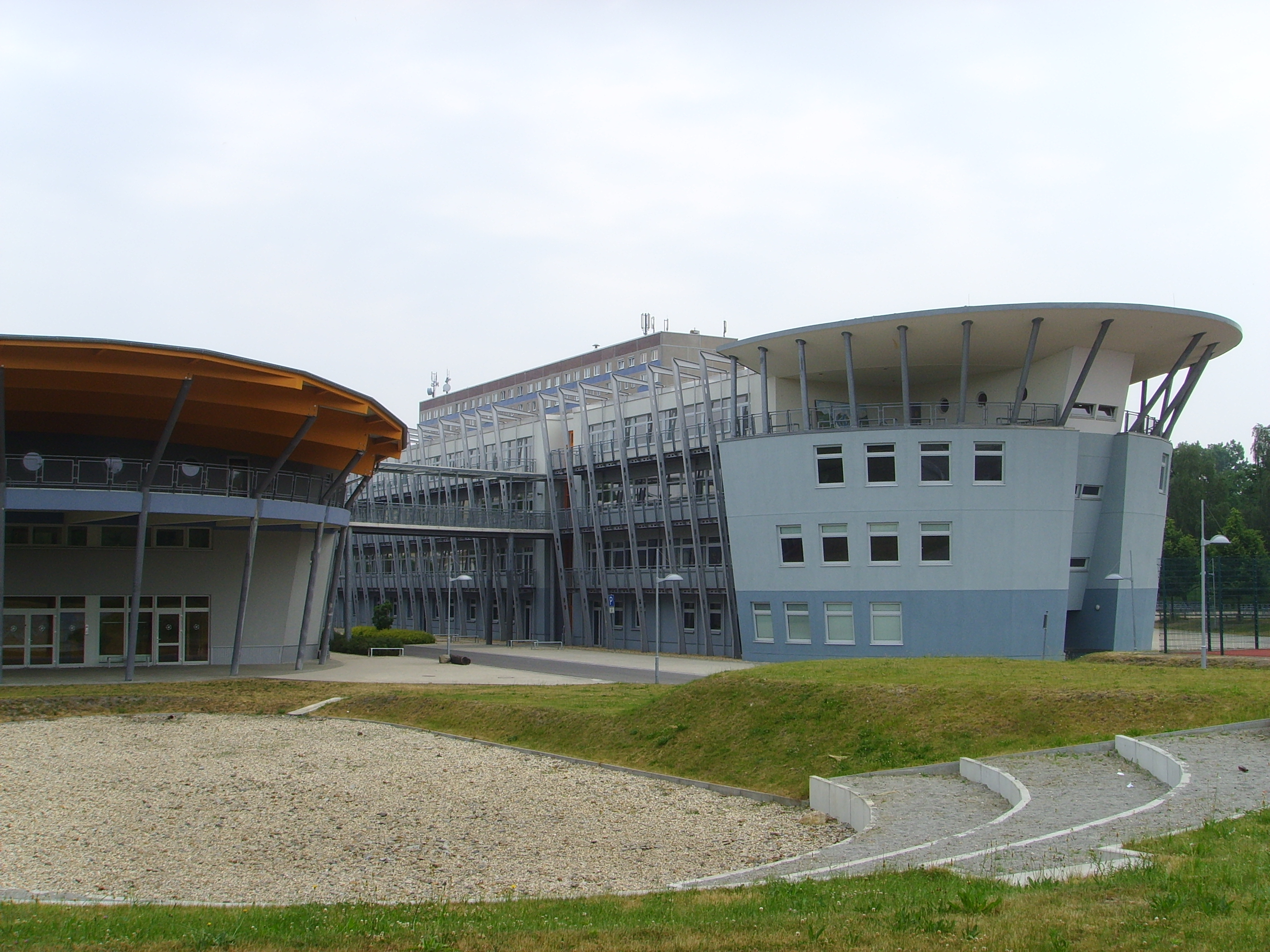
Gymnasium Friedrich-Engels
Senftenberg

Nach dem Besuch der Grundschule kann man direkt ein Gymnasium besuchen. In der Sekundarstufe I (Jahrgangsstufen 7–10) erfolgt der Unterricht im Klassenverband mit Ausnahme einiger Fächer. In der Sekundarstufe II (Jahrgangsstufen 11–13, künftig nur noch bis 12 durch die Umstellung auf das Abitur nach zwölf Jahren) wird der Unterricht im Kurssystem erteilt.
Bis zum Schuljahr 2010/2011 galt, dass jede Schülerin und jeder Schüler am Anfang der Sekundarstufe II zwei Leistungskurse festlegen musste. Mit der Verordnung zur Änderung der Gymnasiale Oberstufe-Verordnung vom 26. Mai 2011 gibt es für die Schülerinnen und Schüler eine umfänglichere Belegungsverpflichtung, d. h. weniger Freiheiten bei der Kurswahl. Zudem entfällt die Unterscheidung in Leistungskurs und Grundkurs. An ihre Stelle treten die verpflichtenden Fächer im erhöhten Niveau (4-stündig; Deutsch, Mathematik, eine fortgeführte Fremdsprache, eine Naturwissenschaft und ein weiteres Wahlfach) sowie weitere Fächer mit grundlegenden Anforderungsniveau (2-3 stündig).

#### Abiturprüfung
In drei der fünf Fächer im erhöhten Niveau müssen am Ende der Sekundarstufe II zentrale Abiturabschlussprüfungen geschrieben werden, zusätzlich zu einer mündlichen Prüfung. Für das Abitur (allgemeine Hochschulreife) ist ein Notendurchschnitt von mindestens 4,0 (nach den Prüfungen) erforderlich. Sollte dies nicht erreicht werden, so besteht die Möglichkeit, die 13. und künftig 12. Klasse zu wiederholen oder es wird ein sechsmonatiges Praktikum absolviert und erhält die Fachhochschulreife.

### Gesamtschulen mit gymnasialer Oberstufe
Bei der Gesamtschule mit gymnasialer Oberstufe (GOST) handelt es sich um eine integrierte Gesamtschule. Ebenso wie am Gymnasium – nicht aber an der Oberschule – ist es nach der zehnten Klasse möglich, ohne einen Schulwechsel sein Abitur zu erlangen. Ein weiterer Unterschied zur Oberschule ist, dass die Klassen in einigen Fächern geteilt werden. Mit dem erlangten Abschluss der zehnten Klasse steht es jedem frei, weiter zur Schule zu gehen oder eine Berufsausbildung zu beginnen. An den Gesamtschulen mit GOST wird, im Gegensatz zu den Gymnasien, kein Abitur nach zwölf Jahren eingeführt.

### Oberstufenzentren
Die Bildungsgänge der Fachschule, Fachoberschule, Berufsschule, Berufsfachschule werden in Brandenburg (ebenso wie in Berlin) ausschließlich an den Oberstufenzentren angeboten. Des Weiteren können an den Oberstufenzentren mit Beruflichem Gymnasium die Allgemeine Fachhochschulreife oder Allgemeine Hochschulreife erworben werden.

### Förderschulen
Vor dem Besuch einer Förderschule, werden die Schüler von einem Förderausschuss geprüft. Hierbei wird festgestellt, welche Förderschule die optimale für den Schüler oder die Schülerin ist. Das angestrebte Ziel ist es jedoch, die Schüler so weit wie möglich in die Regelschulen einzubinden. Es gibt folgende Unterteilungen von Förderschulen:
- Allgemeine Förderschule
- Förderschule für Sprachauffällige
- für Erziehungshilfe
- für Geistigbehinderte
- für Hörgeschädigte
- für Körperbehinderte
- für Sehgeschädigte

## Hochschulen
Im Land Brandenburg gibt es drei Universitäten, daneben sechs Fachhochschulen, die sich im Land Brandenburg auch bloß Hochschule nennen dürfen, sowie zwei Verwaltungsfachhochschulen und eine Kunsthochschule, die sich alle in öffentlicher Hand befinden. Daneben gibt es noch drei Hochschulen in privater Trägerschaft. Für die Studierenden aller dieser Hochschulen sind entweder das Studentenwerk Potsdam oder das Studentenwerk Frankfurt (Oder) zuständig. Im Wintersemester 2011/2012 waren insgesamt 51.676 Studierende eingeschrieben. Brandenburg wirbt für ein Studium im Land unter Anderen damit, dass es keine Studiengebühren erhebt, dass es nur für wenige Fächer einen Numerus clausus gibt und dass es aufgrund des relativ jungen Alters vieler Hochschulen besonders moderne Lern- und Arbeitsbedingungen bieten kann. Darüber hinaus beteiligt sich das Land an der Kampagne „Studieren in Fernost“, die das Ziel verfolgt mehr Studierende aus den alten Bundesländern ins Land zu locken.